# US Open 1998
Lo US Open 1998 è stata la 118ª edizione dello US Open e quarta prova stagionale dello Slam. Si è disputato dal 31 agosto al 13 settembre 1998 al USTA Billie Jean King National Tennis Center in Flushing Meadows di New York negli Stati Uniti. 
Il singolare maschile è stato vinto dall'australiano Patrick Rafter, che si è imposto sul connazionale Mark Philippoussis in quattro set col punteggio di 6–3, 3–6, 6–2, 6–0. Il singolare femminile è stato vinto dalla statunitense Lindsay Davenport, che ha battuto in finale la svizzera Martina Hingis. 
Nel doppio maschile si sono imposti Sandon Stolle e Cyril Suk. Nel doppio femminile hanno trionfato Martina Hingis e Jana Novotná. 
Nel doppio misto la vittoria è andata alla statunitense Serena Williams, in coppia con Maks Mirny.

## Risultati

### Singolare maschile
Patrick Rafter ha battuto in finale  Mark Philippoussis con il punteggio di 6–3, 3–6, 6–2, 6–0.

### Singolare femminile
Lindsay Davenport ha battuto in finale  Martina Hingis con il punteggio di 6–3, 7–5.

### Doppio maschile
Sandon Stolle /  Cyril Suk hanno battuto in finale  Mark Knowles /  Daniel Nestor con il punteggio di 4–6, 7–6(8), 6–2.

### Doppio femminile
Martina Hingis /  Jana Novotná hanno battuto in finale  Lindsay Davenport /  Nataša Zvereva con il punteggio di 6–3, 6–3.

### Doppio misto
Serena Williams /  Maks Mirny hanno battuto in finale  Lisa Raymond /  Patrick Galbraith con il punteggio di 6–2, 6–2.

## Junior

### Singolare ragazzi
David Nalbandian ha battuto in finale  Roger Federer con il punteggio di 6–3, 7–5.

### Singolare ragazze
Jelena Dokić ha battuto in finale  Katarina Srebotnik con il punteggio di 6–4, 6–2.

### Doppio ragazzi
K.J. Hippensteel /  David Martin

### Doppio ragazze
Kim Clijsters /  Eva Dyrberg